# Löwsches Schloss (Staden)

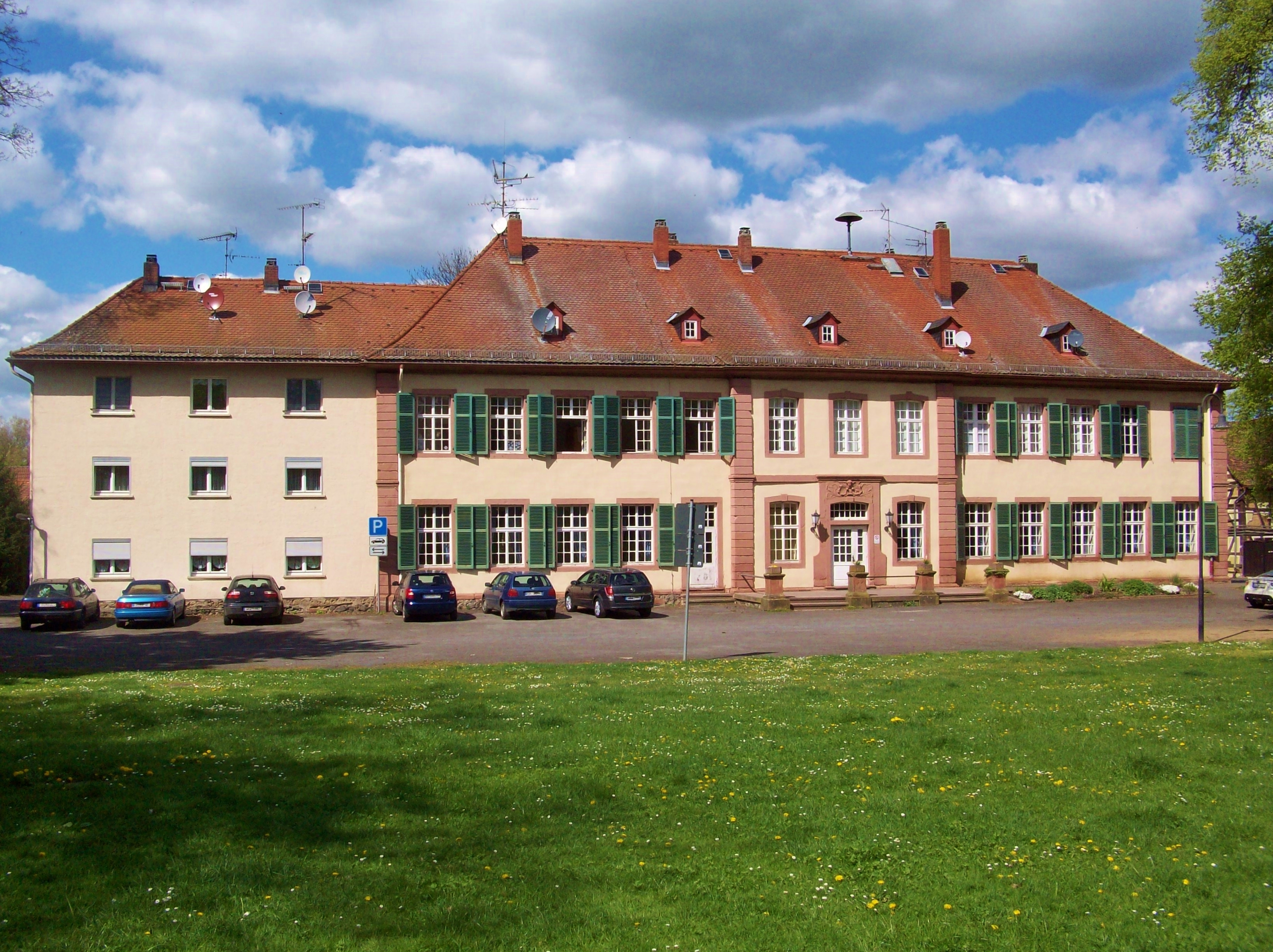
Das Löw’sche Schloss aus Richtung Süden

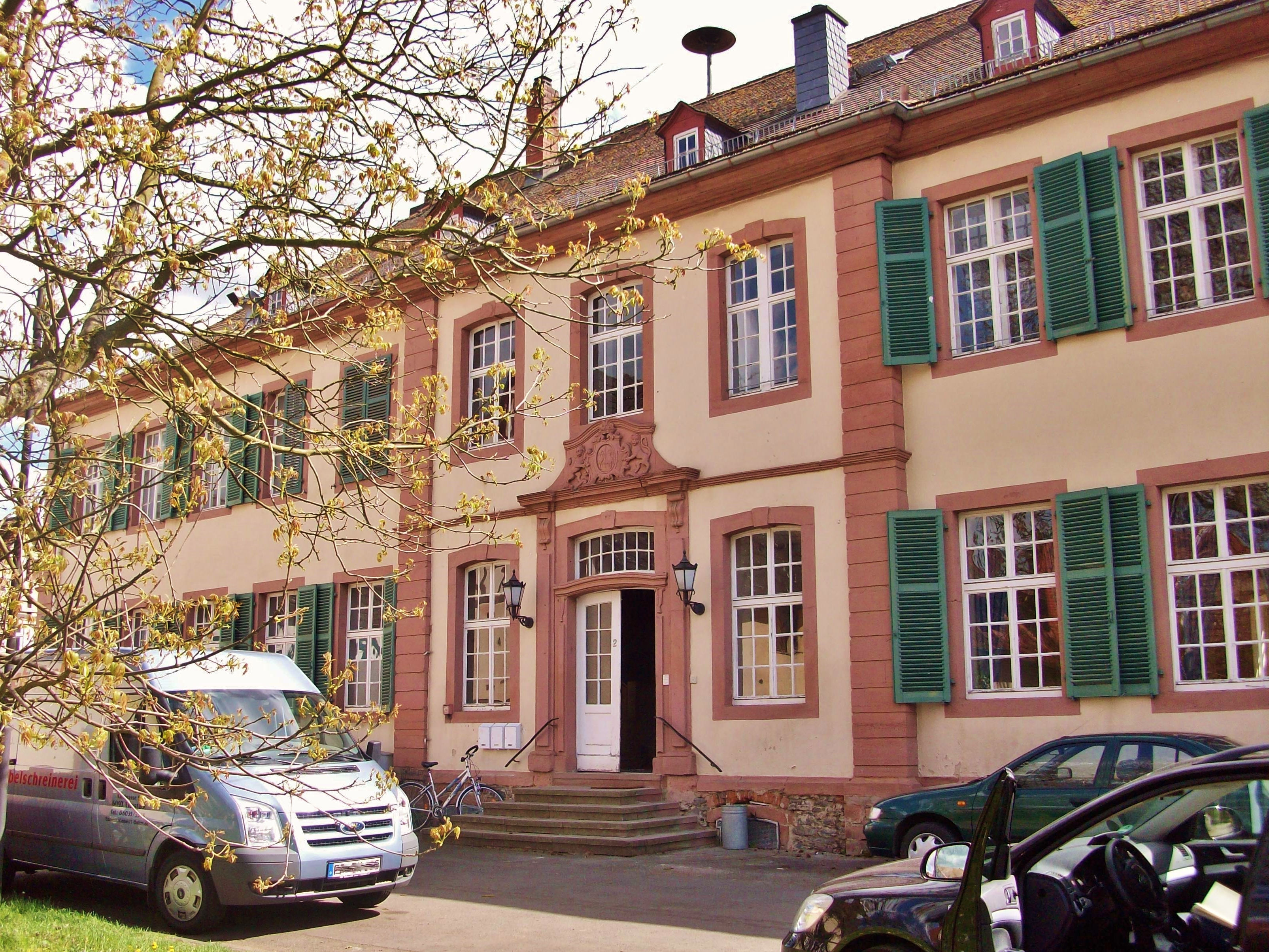
Nordansicht des Löw’schen Schlosses

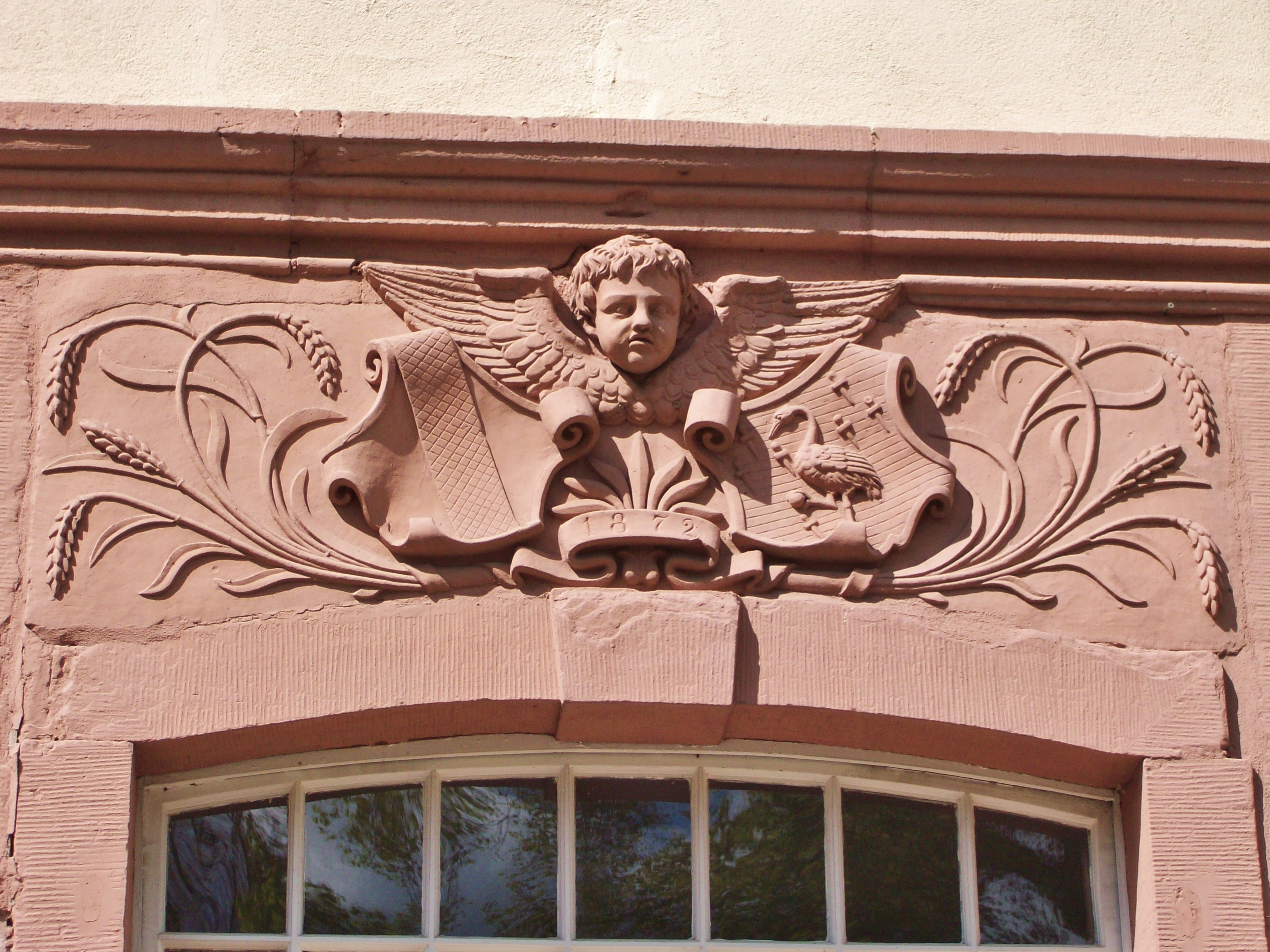
Türsturz am Südportal

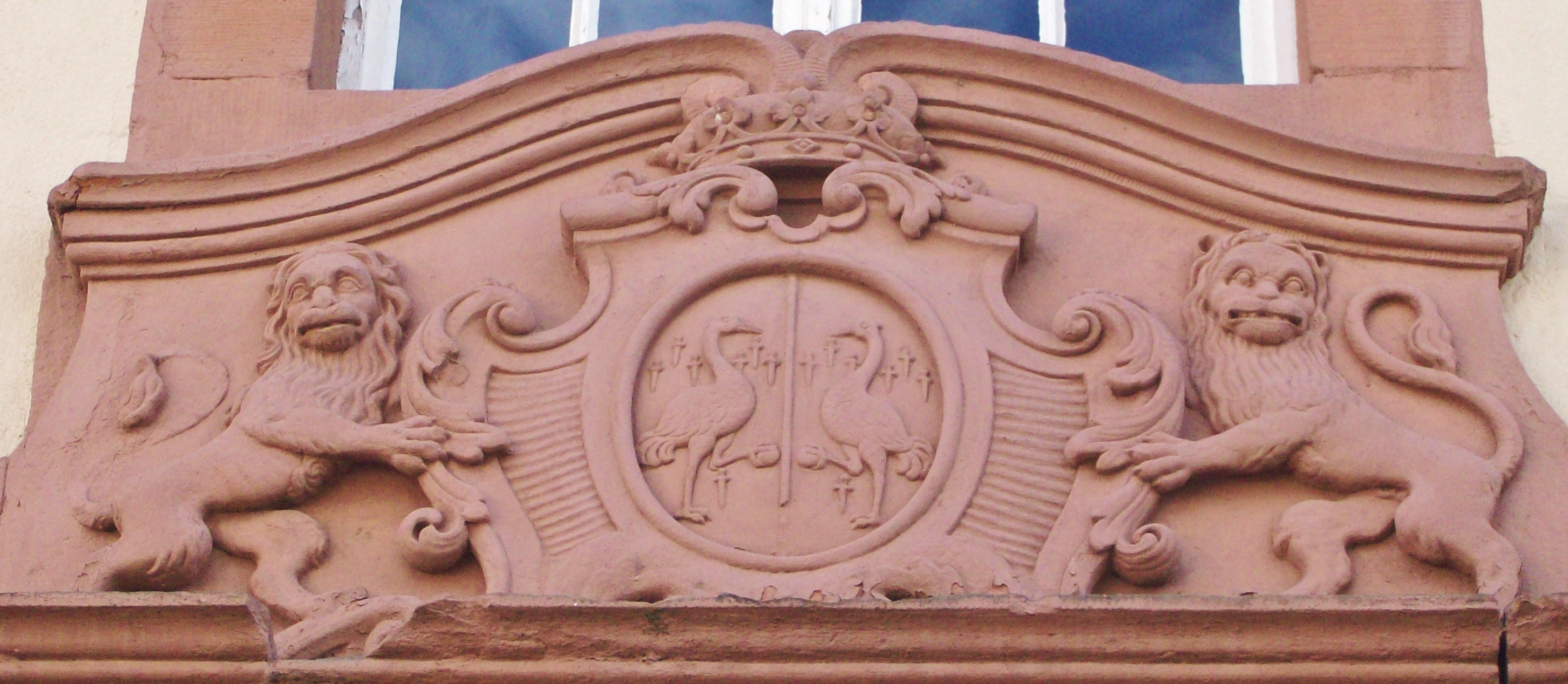
Das Löw’sche Wappen als verdoppeltes Wappen mit allegorischen Löwen über dem Eingangsportal im Norden

Das Löw’sche Schloss ist ein Schlossbau des 18. Jahrhunderts in Staden, einem Stadtteil von Florstadt im Wetteraukreis in Hessen.

## Geschichte
Das Gebäude wurde 1746 errichtet und ersetzte ein älteres Herrenhaus der Herren Löw von Steinfurth aus dem 17. Jahrhundert. Der Besitz in Staden geht auf einen älteren Ganerbenanteil an der benachbarten Burg Staden zurück. 1872 wurde der Schlossgarten im Auftrag des damaligen Besitzers Freiherr vom Stein zu Staden zu einem großen Landschaftspark erweitert, der sich südlich des ehemaligen Ortskerns bis über die Nidda erstreckte. Als Landschaftsgärtner war Eduard Petzold (1815–1891) tätig, der seine Ausbildung unter Hermann von Pückler-Muskau erhalten hatte. 1885 ging der Park in Gemeindebesitz. Das Schloss wurde nach verschiedenen Erbgängen 1904 von der Gemeinde gekauft. Es beherbergte zunächst eine Schule, heute befindet sich darin das Bürgerhaus.

## Anlage
Bei seiner Errichtung nahm das Schloss die südliche Flucht der Stadener Stadtbefestigung ein. An seiner Ostseite befand sich bis 1825 das Obertor. An der Nordseite des heutigen Schlossgebäudes befanden sich Wirtschaftsgebäude um einen dreiseitigen Hof, die nicht in ihrer ursprünglichen Form erhalten sind. Das Schlossgebäude ist ein langgestreckter, zweigeschossiger Bau mit Mittelrisalit. Dieser wird wie die Gebäudeecken durch quaderförmige Lisenen aus Sandstein betont. Das Schloss hatte früher ein Mansarddach, seit einem Brand 1945 befindet sich darauf ein einfaches Walmdach.

Eingangsportale
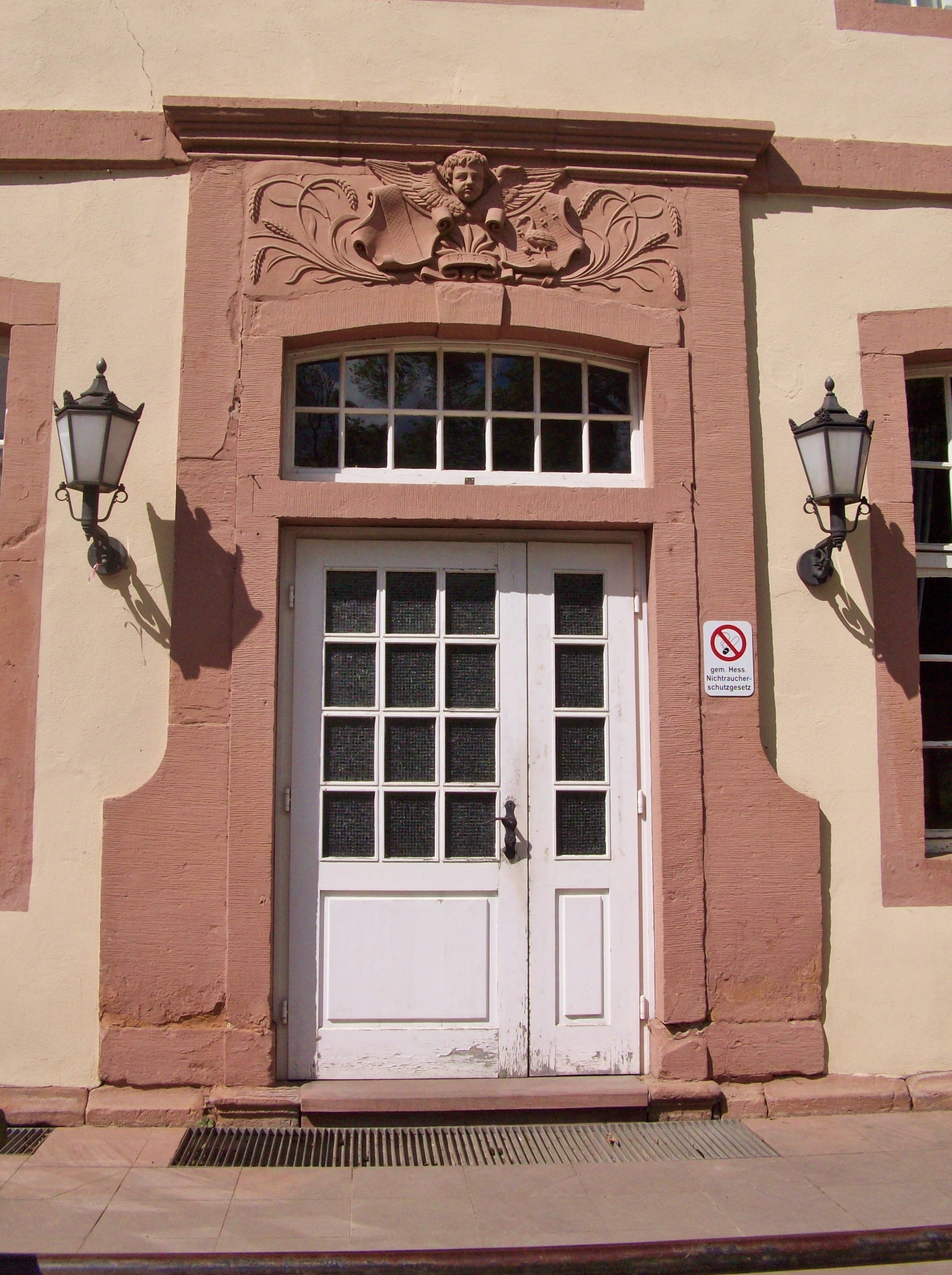
Der Portaleingang im Süden
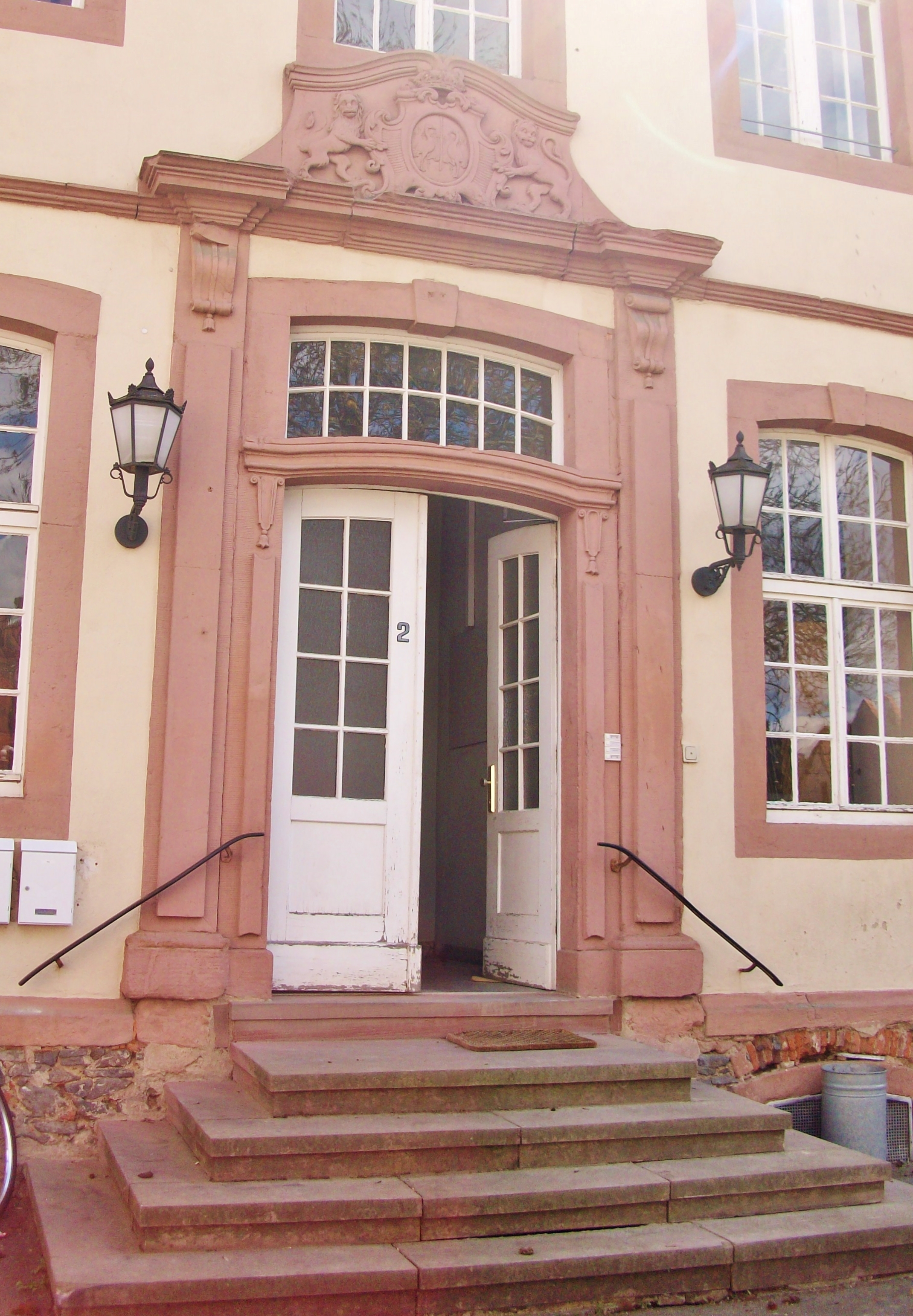
Haupteingang des Schlosses im Norden